# 甲子殉難十一烈士

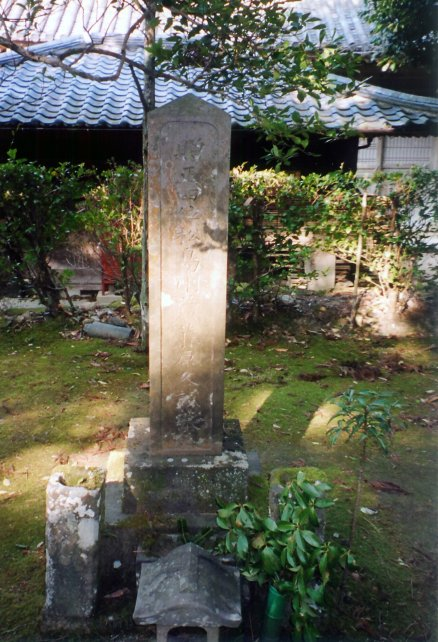
東光寺にある松島剛蔵の墓

甲子殉難十一烈士（きのえねじゅんなんじゅういちれっし）は、江戸時代末期（幕末）の1864年（元治元年）、江戸幕府による第一次長州征伐に際し長州藩内の主導権を握った俗論党によって、萩の野山獄で処刑された長州藩士11人を総称した名称。
彼ら11人は、黄檗宗東光寺（萩市）の元治甲子殉難烈士墓所に福原元僴・益田親施・国司親相・清水清太郎・周布政之助らと共に祀られている。

## 該当者
- 宍戸真澂
- 山田亦介
- 前田孫右衛門
- 竹内正兵衛
- 毛利登人
- 松島剛蔵
- 中村九郎
- 佐久間左兵衛
- 大和弥八郎
- 渡辺内蔵太
- 楢崎弥八郎